# 北方鋸角螢
北方鋸角螢（学名：Lucidina biplagiata）为螢科鋸角螢屬下的一个种。